# Puszta

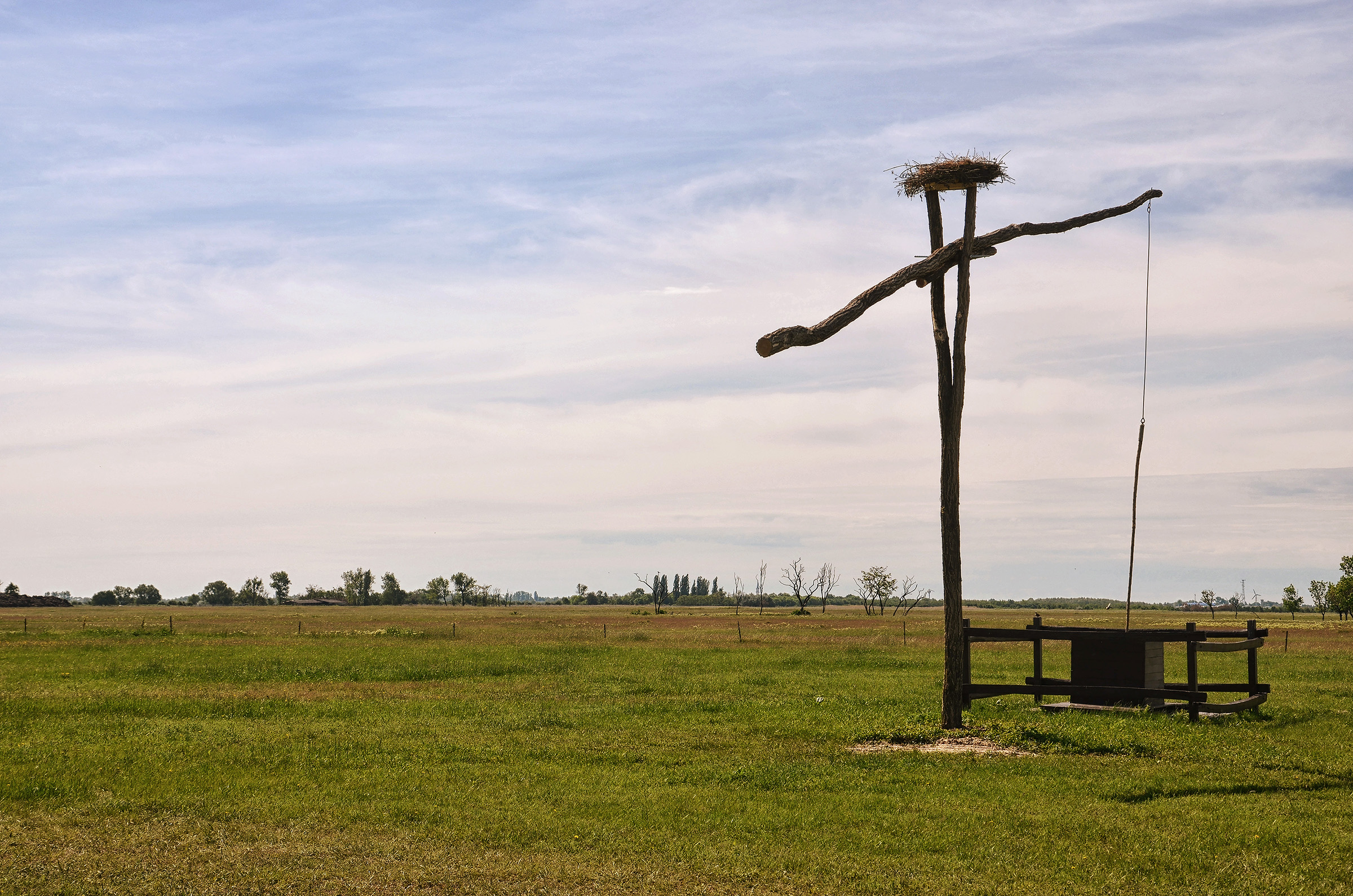
Eine heute fast nur noch touristische Vorstellung von Puszta: der Ziehbrunnen in einer weiten Grassteppe

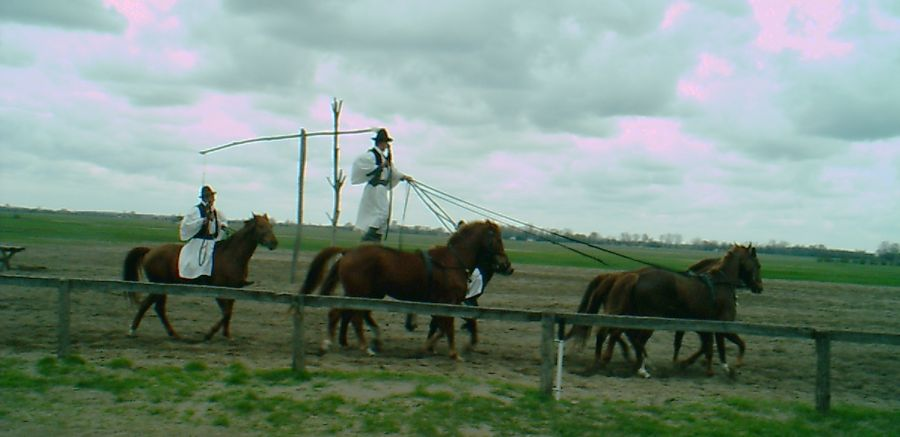
Auch die Hirtenreiter gehören zu den romantisierten Vorstellungen über die Puszta

Die Puszta (ˈpustɒ), früher eingedeutscht manchmal Pußta geschrieben, ist ein Landschaftsgroßraum in Ungarn, der südwestlichen Slowakei und im heutigen österreichischen Burgenland. Die Landschaft besteht aus baumarmer Steppe mit stark kontinentalem Klima. Die Puszta ist der westlichste Ausläufer einer eurasischen Vegetationszone (Eurasische Steppe), die sich von hier – mit kleinen Unterbrechungen z. B. durch die Karpaten und den Ural – bis in die Mongolei erstreckt. Glaubte man bis vor kurzem noch, dass die Puszta im 16. und 17. Jahrhundert durch massive Rodung geschaffen wurde, nach der die Landschaft nur noch als Viehweide genutzt werden konnte, hat die ungarische Landschaftsarchäologie dieses Bild in den letzten Jahren und Jahrzehnten eindeutig widerlegt und differenziert. Nach jüngeren Erkenntnissen entstand die Puszta als Waldsteppe vor über 35.000 Jahren, verwandelte sich vor über 8000 Jahren allmählich in eine Grassteppe und breitete sich in den letzten 3000 Jahren durch menschliche Einwirkung als Kultursteppe bzw. Sekundärsteppe schrittweise aus, wobei die Zeit zwischen dem 14. und dem 18. Jahrhundert Bedeutung hat. In der folgenden Zeit, besonders im Laufe des 20. Jahrhunderts, wurde die Puszta für intensive Landwirtschaft kultiviert. Von der alten Steppenlandschaft der Puszta finden sich nur noch wenige großflächige Gebiete – zum Beispiel der Nationalpark Hortobágy.

## Etymologie

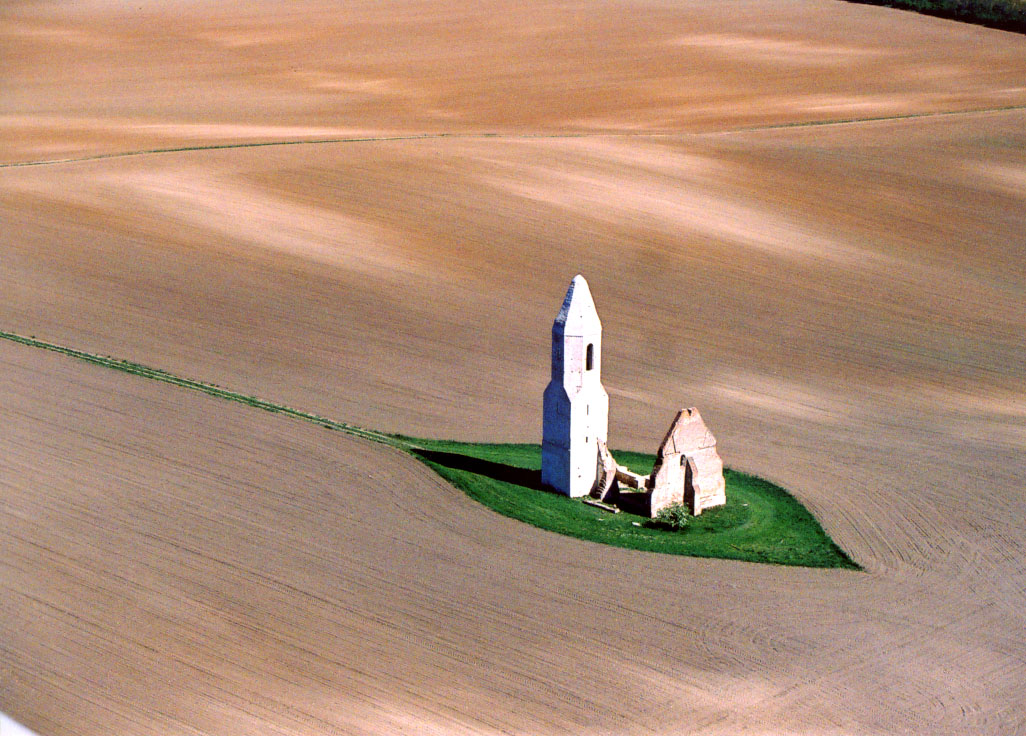
Eine westungarische Puszta als intensiv genutztes landwirtschaftliches Gebiet in Somogyvámos, Komitat Somogy

Der Begriff „Puszta“ leitet sich vom altslawischen Wort „pustь“ (fem. -a, neutr. -o) ab (vgl. serbokroatisch pust,-a,-o, slowakisch pustý,-á,-é, russisch пуст(ой) pust(oj)), was so viel wie „öde“, „wüst“, „leer/verlassen“ bedeutet.  In diesem Sinne kann die ins Ungarische entlehnte feminine Ableitung „Puszta“  mit „Einöde“, „Wüste“, „unfruchtbares“, „brachliegendes“, „verlassenes“ oder „unbebautes Land“ übersetzt werden. Im 16. Jahrhundert fand eine Projektion des Begriffs „Puszta“ im Sinne von „brachliegen“ und „unbebaut“ auch auf unverheiratete Mädchen statt. Da sich das Wort im Ungarischen weiter verselbständigte, steht der Begriff auch für landwirtschaftlich extensiv und intensiv genutzte Gebiete wie Heiden, Weideländer, Grassteppen. Letztendlich können auch große Landgüter und Meierhöfe damit bezeichnet sein. Eines der touristisch bekanntesten Landgüter dieser Art ist Szántódpuszta bei Szántód (Komitat Somogy), das in unmittelbarer Nähe des Plattensees liegt. Außerdem findet sich das Wort bei bewirtschafteten oder zumindest aufgeforsteten Wäldergebieten oder Hainen. So beispielsweise im Begriff Újberekpuszta (Neuhainpuszta) nahe dem südungarischen Dorf Várdomb im Komitat Tolna. Die für das traditionelle Agrarland Ungarn typischen bäuerlichen Gasthöfe (csárda) wurden und werden im Deutschen vielfach Pusztaschenken oder Heideschenken genannt. Insbesondere im Zuge der Wiederbesiedelung nach den Türkenkriegen hat sich der Begriff auch in etlichen ungarischen Ortsnamen manifestiert. So im Dorfnamen Bugac Puszta im gleichnamigen Nationalpark südlich von Kecskemét (Komitat Bács-Kiskun).

## Geographie
Die Puszta ist eine Kulturlandschaft, welche eine Exklave der eurasischen Steppe darstellt und deren westlichster Ausläufer ist. Die bedeutendsten ursprünglichen Gebiete, die traditionell von extensiver Landwirtschaft geprägt sind, finden sich im Nationalpark Hortobágy östlich der Theiß, in der südungarischen Bugac-Puszta sowie am Neusiedler See, einem der größten Steppenseen Europas.

## Geschichte

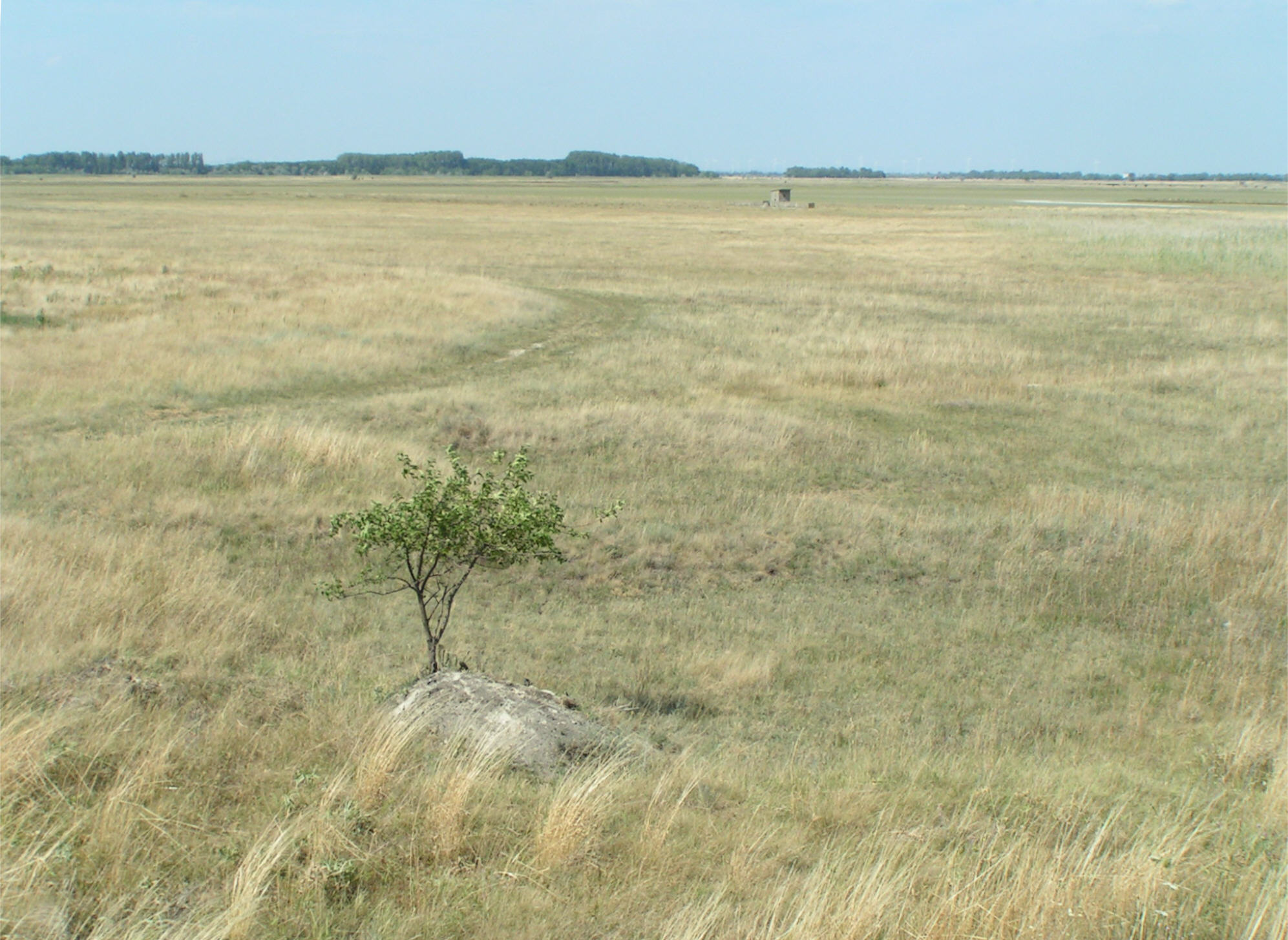
Grasland im heute österreichischen Seewinkel östlich des Neusiedlersees

Bis vor wenigen Jahrzehnten glaubte man, die Puszta sei fast ausschließlich eine von Menschen geschaffene Sekundärsteppe. Das schlussfolgerte man aus der Existenz alter Reliktwälder und aus der Entdeckung der Reste fester Ansiedlungen aus dem Mittelalter in der Puszta. Nach dieser Theorie entstand die Steppe im 16. und 17. Jahrhundert durch massive Eingriffe des Menschen in die ursprüngliche Naturlandschaft. Man schrieb die Steppenbildung dem ab 1526 erfolgten Einfall der Osmanen, der türkischen Besatzungsmacht, zu, die die Wälder großflächig rodete und gleichzeitig Dörfer mit trockengelegtem Ackerland entvölkerte. Der dadurch entstandenen Versumpfung des Landes wurde bis ins 20. Jahrhundert mit großflächiger Trockenlegung begegnet, die wiederum zur Versteppung führte. Auch die Regulierung der Flüsse, deren Naturgewalten sich durch die Bodenveränderungen bei Hochwässern zeigten, soll zu dieser Entwicklung beigetragen haben. Das für die ursprüngliche Ökolandschaft endgültige Ende bedeuteten die Salzsteppen, die für Teile der Hortobágy typisch sind. Die Region soll nach dieser älteren Theorie noch zur Zeit des Königs Matthias Corvinus (1458–1490) von Sumpfwäldern geprägt gewesen sein. Die Bodenerosion trug dazu bei, dass heute unter sehr dünnen Humusdecken zumeist Sandschichten zu finden sind. Trotz der Entwässerung blieb der Grundwasserspiegel in einigen Regionen hoch. Dies ermöglichte auch die Anlage von Brunnen, deren bekannteste Form in der Puszta der Gémeskút (Ziehbrunnen) ist, der aber nicht die einzige verbreitete Form von Brunnen war. In extremer Form führten die Eingriffe zu Salzseen und Treibsandflächen. Daneben hielten sich als Zwischenphasen zu dieser Entwicklung Moorwiesen und Altauen. Die extensiv genutzte Puszta wurde jedoch zum Lebensraum vieler Tier- und Pflanzenarten, die heute wiederum teilweise unter Artenschutz stehen, darunter auch selten gewordene Haustierrassen wie das vor dem Aussterben stehende Ungarische Steppenrind. Bis in die 1960er Jahre wurde diese Theorie auch von der ungarischen Landschaftsarchäologie, einer interdisziplinären Verbindung aus Geschichtswissenschaft, Archäologie, Paläobotanik, Geologie und Geophysik, weitgehend akzeptiert, weil die Reste zahlreicher Entwässerungsgräben und Siedlungen in sandigen, versalzenen oder sumpfigen Gebieten gefunden wurden.

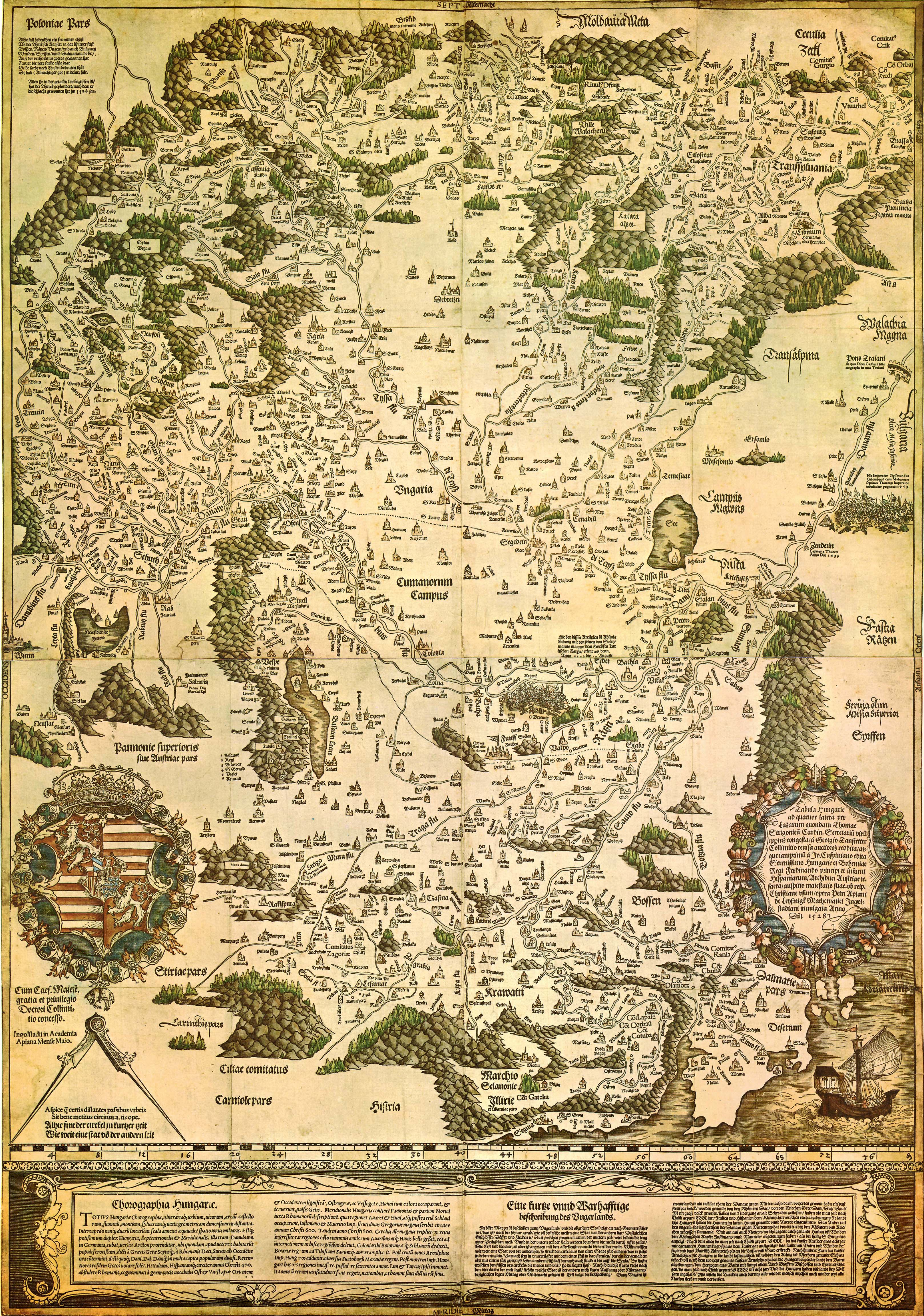
Die älteste Karte Ungarns, die Tabula Hungarie (nach NO ausgerichtet, oben die Karpaten, unten rechts die Adria), zeigt schon um 1528 deutlich dünner besiedelte und weniger bewaldete Landschaften in den Tiefebenen. Auch die Bezeichnungen „Campus“ (lat. „Feld“, auch im Sinne von „Grasfeld“) und „Pusta“ (nahe der Theiß-Donau-Mündung bei „Krichisch weyßnburgk“) sind vermerkt.

Danach nahmen zuerst in der Geschichtswissenschaft und Archäologie Zweifel an diesem Bild zu, weil nicht erklärlich wurde, dass sich historische Verbände aus den östlicheren Steppen, wie die Jazygen, Hunnen, Awaren, Magyaren, Petschenegen, Kumanen und Jassen, die Region als Lebensraum suchten, in der sie nach archäologischen Forschungen zwar zumeist in festen Siedlungen lebten, aber ihre Lebensweise als primäre Viehzüchter fortführten, was große Weideflächen voraussetzt. Historisch-demographische Untersuchungen zur Besiedlung der östlichen und südlichen Großen Ungarischen Tiefebene zeigten zum 10. bis 17. Jahrhundert, dass sich fast alle Städte, Marktflecken und Dörfer auf die Umgebung der großen Flüsse, ihr Überschwemmungsgebiet konzentrierten. Dazwischen wurde in mehreren Quellen auch Grasland und Puszta erwähnt (vgl. nebenstehende Karte). Jüngere geologische (Boden-pH)-Untersuchungen zeigen, dass hier Steppenlandschaften bereits seit dem Pleistozän vor 35–40.000 Jahren bis ins Mittelalter existierten, die aber stärker als heute in der Nähe der Flussläufe in Waldsteppen und Auwälder übergingen; nur 15 % der Tiefebene war anfangs alkalischer Steppenboden. Paläobotanische (Pollenanalyse) und geologische Untersuchungen beweisen, dass sich diese Waldsteppen schon seit der Kupfersteinzeit langsam in Grassteppen verwandelten und sich wohl durch menschliche Einflüsse seit 3000 Jahren schrittweise als Kultursteppen ausbreiteten. Richtig ist aber, dass vom 14. bis zum 18. Jahrhundert viele Äcker und Waldinseln zerstört wurden, was eine zusätzliche, sekundäre Ausbreitung der Steppen mit Viehzucht durch Hirten (besonders in der Kleinen Ungarischen Tiefebene, in Transdanubien und teilweise in den Flusstälern) und die Versumpfung einiger Flächen nach sich zog. Viele Historiker und Archäologen geben daran heute nicht mehr allein der osmanischen Eroberung ab 1526 die Schuld, sondern vor allem den häufigen, auch von irregulären Truppen (Akıncı, Sipahi und Vojnuken auf osmanischer Seite, Hajduken und Husaren auf der christlichen) ausgetragenen Grenzkriegen zwischen den drei Teilen Ungarns, Osmanisch-Ungarn, Königliches Ungarn und Fürstentum Siebenbürgen. Unzweifelhaft bewirkte die osmanische Eroberung Süd- und Mittelungarns 1526–33 einen Bevölkerungsrückgang, wenn auch nicht so extrem, wie früher angenommen; im Langen Türkenkrieg 1593–1606 folgte eine Landflucht aus zerstörten Dörfern (ca. 20 %) und einige Wälder wurden von den Osmanen gerodet, um feindlichen Armeen, Freischärlern und Steuerflüchtlingen Rückzugsmöglichkeiten zu nehmen, weitere Verwüstungen folgten mit der Rückeroberung Osmanisch-Ungarns im Großen Türkenkrieg 1683–99 und schließlich in den Kuruzenaufständen bis 1711 gegen die neue katholische Zentralherrschaft der Habsburger. Zweifellos führten diese Ereignisse zu einer weiteren, sekundären Ausbreitung der schon vorher bestehenden Kultursteppe.
Neben der Entvölkerung und Versteppung ehemaligen Kulturlandes und der erwähnten Senkung des Grundwasserspiegels durch Regulation der Flüsse und Bewässerung gibt es weitere ökologische Ursachen für die Bildung der Sekundärsteppe, wie die Etablierung invasiver langer Steppengräser, die Jungbäumen den Zugang zum Licht nehmen, oder die Überweidung durch Nutztiere (Hausrind, Hausschaf, Hausziege), manchmal auch durch Wildtiere in Wildtiergehegen, die Jungbäume abfressen und die Landschaft offen halten. Auch die spätere Umwandlung in Ackerland durch Melioration ist kein Argument, wie früher manchmal vermutet, dass anfangs keine Steppe existierte, weil auch fast alle rumänischen, ukrainischen und südrussischen Steppen zu Ackerland umgewandelt wurden.